# Sjeng Kessels
Sjeng Kessels (1996) is een Nederlands acteur. Hij speelde in diverse films en series, waaronder Gameboy, Parnassus en Hollands Hoop.

## Levensloop
Kessels maakte in juni 2014 zijn acteerdebuut in de korte film Gameboy, waarin hij de hoofdrol als het personage Sjeng vertolkte. Een jaar later, in juli 2015, maakte Kessels zijn debuut als televisieacteur in de KRO-NCRV jeugdserie 4JIM. Datzelfde jaar was Kessels tevens te zien in de films De Boskampi's en Parnassus.
In 2016 vertolkte hij de rol van Donnie Bos in de AVROTROS-serie Flikken Rotterdam, daarnaast vertolkte hij in de jaren die volgde meerde kleinere rollen in de series Danni Lowinski, Als de dijken breken en Penoza.

## Privé
Kessels is de zoon van fotograaf Erik Kessels.

## Filmografie

### Film
- 2014: Gameboy, als Sjeng
- 2014: Escapade, als vriend
- 2015: De Boskampi's, als jongen
- 2015: Parnassus, als Tim
- 2016: Import
- 2017: Het hele verhaal, als Arie
- 2017: Lone Wolf, als Yanick
- 2019: Gabriel Descending, als Gabriel
- 2020: Elagabalus, als Marcus
- 2021: Boys Feels: I Love Trouble, als Sjeng

### Televisie
- 2015: 4Jim, als Lars
- 2016: Flikken Rotterdam, als Donnie Bos
- 2016: Danni Lowinski, als Thomas Bakker
- 2016: Als de dijken breken, als vluchteling
- 2017: Smeris, als Kevin
- 2017: Penoza, als vriend Boris
- 2017: Hollands Hoop, als Sjef